# Interlac
Nell'immaginario dell'Universo DC, l'Interlac è il linguaggio comunicativo designato dei Pianeti Uniti del XXX secolo.
Nella sua forma basica è un semplice cifrario a sostituzione. L'alfabeto Interlac corrisponde perfettamente alle ventisei lettere dell'alfabeto latino e il sistema numerico corrisponde a forma terrestre del Sistema numerico decimale. Anche se nominalmente protetto da alcune differenze nel font dello spazio, lo stesso sistema numerico soffre di un minore difetto stilistico dovuta ad una probabile confusione del "6" e del "7" rispettivamente con il "41" e il "42". Chiunque lo scriva di propria mano potrebbe certamente inserire un errore eventualmente non identificato da un altro, e ciò potrebbe creare quindi qualche problema con il riconoscimento della scrittura a mano.
"Come lingua ufficiale dei Pianeti Uniti, l'Interlac viene insegnato nelle scuole attraverso il sistema ed è una forma comune di comunicazione tra le razze più senzienti dei Pianeti Uniti." (come scritto in "Who's Who in the Legion of Super-Heroes n. 1" - DC Comics 1988).
Il primo riferimento all'Interlac come "lingua universale intergalattica del XXX secolo" fu in Adventure Comics n. 379 pubblicato nel marzo 1969. Si fa spesso riferimento all'Interlac nella serie a fumetti dei Superamici (in cui tutti i Superamici, inclusi Wendy e Marvin, lo parlano) spiegando così il motivo per cui i Superamici riescono a comprendere i linguaggi degli extraterrestri invadenti o in visita. L'alfabeto Interlac fu codificato anni dopo dallo scrittore Paul Levitz e dall'artista Keith Giffen in Legione dei Super Eroi vol. 2 n. 312 (giugno 1984).
Dopo il riaggiornamento della DC Comics, la nuova serie di Blue Beetle spiegò che un pianeta sotto attacco dei Reach parlava l'Interlac. Il pianeta era presente nel settore spaziale 2, e questo evento ebbe luogo in un tempo passato indefinito, anche se fu descritto come "tanto, tanto tempo fa" e l'immagine che ritraeva la Terra mostrò una tribù Maya. Contrariamente alle affermazioni che gli alieni visti parlano l'Interlac, questo fu il testo che si poté notare nei segni sullo sfondo del pannello. Questi simboli, però, non corrisposero a quelli dell'alfabeto Interlac. Questo dev'essere dovuto ai simboli tipici della loro lingua nativa o a un diverso dialetto scritto, poiché alcuni simboli erano simili.

## Babylon 5
Nell'universo di Babylon 5, ci si riferì all'Interlac come al linguaggio universale più utilizzato nelle situazioni di primo contatto poiché è facilmente traducibile. È facilmente traducibile perché è un linguaggio basato sulla pura matematica. In questo contesto, è solitamente utilizzato solo nelle situazioni di primo contatto finché non diviene disponibile una nuova specie di comunicazione tra le due razze. A differenza della versione del linguaggio presente nei fumetti DC, la lingua comune di commercio in Babylon 5 è l'inglese.

## Utilizzi recenti
Nel crossover "The Lightning Saga" presente in Justice League of America vol. 2 e in Justice Society of America vol. 2, l'Interlac è parlato solamente da Starman e altri come una specie di parola magica. Si dice infatti che "Lightning Lad" in Interlac, libera le menti dei Legionari dai blocchi mentali di cui sono prigionieri.
Di seguito vi sono i titoli dei capitoli pubblicati in Interlac:
- Capitolo 1 "Lightning Lad"
- Capitolo 2 "Dreams and Fire"
- Capitolo 3 "Suicide"
- Capitolo 4 "Three Worlds"
- Capitolo 5 "The Villains Is The Hero In His Own Story"

L'Interlac è anche la lingua in cui i Guardiani dell'Universo scrivono nel Libro di Oa.